# Now That's What I Call Music!
Now That's What I Call Music!은 1983년부터 현재까지 세계 여러 나라에서 판매되고 있는 유행곡을 수록한 컴필레이션 앨범이다. 일본, 미국, 아르헨티나, 오스트레일리아, 중국, 스페인, 멕시코, 남아프리카 공화국을 비롯한 여러 국가에서 각국 버전이 판매되고 있다.